# Velika Kopa
Velika Kopa – szczyt na Pohorju w Słowenii o wysokości 1542 m, który znajduje się między Grmovškovym schroniskiem i pobliską Małą Kopą. Ze szczytu, który jest tylko 1 m niższy od najwyższego szczytu Pohorja, otwiera się nam piękny widok na Črni Vrh, Paški Kozjak, Smrekovškie pogorje, Uršlją gorę oraz wprost za nią Alpy Kamnicko-Sawińskie.
Grmovškove schronisko (1371 m) znajduje się niecałe 2 km (30 min) od szczytu i, podobnie jak sam szczyt, leży na trasie Słoweńskiego Szlaku Górskiego